# Liste des langues par nombre de locuteurs natifs
Cette page dresse la liste des langues les plus parlées par nombre total de locuteurs natifs.

## Évaluation de l'importance des langues
Il existe environ 7 200 langues vivantes à ce jour sur la planète, sans compter leurs dialectes, et sans inclure les langues identifiées mais éteintes. Parmi ces langues, environ 40% sont considérées « langues en danger ».
Le décompte des locuteurs des 21 langues les plus parlées dans le monde représente 70 % des habitants de la planète.
Le décompte des locuteurs des 48 langues les plus parlées dans le monde représente 86 % des habitants de la planète.
Les 74 premières langues de l’humanité sont parlées par 94 % des habitants de la planète. Ces 74 langues représentent seulement 1 % des langues de la planète, et 6 % de l'humanité se partage donc 99 % des langues restantes.
Le décompte de langues différentes est parfois rendu difficile lorsque, pour des raisons politiques ou idéologiques, les pays parlant une même langue veulent marquer leur différence (ex. le serbo-croate, le moldave, etc.); ou inversement, lorsque des langues différentes, mutuellement non-intelligibles, sont perçues comme de simples variantes dialectales (ex. les dialectes arabes, langues chinoises officiellement décrites comme des “dialectes”).

## Avertissement sur les données
Ce classement est évalué en ajoutant les locuteurs natifs de chaque pays. Ces données ne sont fournies qu'à titre indicatif, aucun recensement précis n'ayant jamais été effectué à l'échelle de la planète, et la méthode d'évaluation utilisée n'ayant pas été communiquée. De toute manière, la langue maternelle est définie de façon différente dans chaque méthode de dénombrement ; certaines privilégient la première langue apprise, d'autres la langue d'utilisation primaire. D'ailleurs, la distinction entre langue et dialecte peut grandement faire varier les estimations, comme dans le cas des dialectes arabes. Le cas du français (voir la note au bas du tableau) est particulièrement significatif, les sources anglophones négligeant souvent la francophonie africaine.
La seule certitude que l'on peut avoir quant à ce classement est la première place, revenant au chinois mandarin. Toutes les autres places sont plus ou moins relatives à la méthode de recensement utilisée (distinction langue maternelle/langue seconde par exemple), ou à l'obsolescence de cette méthode ou de la date de recensement ; la différence entre langue seconde et seconde langue n'est pas encore bien assise aujourd'hui dans le domaine scientifique parce qu'elle n'a pas la même importance selon l'histoire du pays.

## Tableaux de données de lecteur de langues maternelles
| Rang | Langue                       | Famille         | Pays d'origine                                                                       | Organisation internationale de la francophonie Chiffres de 2014, | Ethnologue Éd. 2019 , | Nationalencyklopedin 2010 ou 2007        |
| ---- | ---------------------------- | --------------- | ------------------------------------------------------------------------------------ | ---------------------------------------------------------------- | --------------------- | ---------------------------------------- |
| 1    | Mandarin (langues chinoises) | Sino-tibétaine  | Chine                                                                                | 860 millions                                                     | 918 millions          | 955 millions                             |
| 2    | Espagnol                     | Indo-européenne | Espagne                                                                              | 469 millions                                                     | 480 millions          | 407 millions                             |
| 3    | Anglais                      | Indo-européenne | Royaume-Uni                                                                          | 362 millions                                                     | 379 millions          | 359 millions                             |
| 4    | Arabe                        | Sémitique       | Arabie saoudite                                                                      | 276 millions Note 3                                              | 263 millions          | 293 millions                             |
| 5    | Bengali                      | Indo-européenne | Bangladesh, Inde.                                                                    | 270 millions Note 4                                              | 228 millions          | 206 millions                             |
| 6    | Hindi                        | Indo-européenne | Inde                                                                                 | 269 millions Note 2                                              | 341 millions          | 311 millions                             |
| 7    | Portugais                    | Indo-européenne | Portugal                                                                             | 222 millions                                                     | 221 millions          | 216 millions                             |
| 8    | Russe                        | Indo-européenne | Russie                                                                               | 150 millions                                                     | 154 millions          | 154 millions                             |
| 9    | Japonais                     | Japonique       | Japon                                                                                | 125 millions                                                     | 128 millions          | 127 millions                             |
| 10   | Français                     | Indo-européenne | France, Belgique, Italie (Vallée d'Aoste), Suisse                                    | 115 millions (2010) Note 1                                       | 77,2 millions         | 73,8 millions (2010) 109 millions (2007) |
| 11   | Lahnda/Pendjabi              | Indo-européenne | Pakistan                                                                             | 112 millions Note 5                                              | 92,7 millions         | 102 millions                             |
| 12   | Javanais                     | Austronésienne  | Indonésie                                                                            | 91,2 millions                                                    | 68,3 millions         | 82,0 millions                            |
| 13   | Allemand                     | Indo-européenne | Allemagne, Suisse, Autriche, Italie (Südtirol), Belgique, Luxembourg, Liechtenstein. | 88,4 millions                                                    | 76,1 millions         | 89,0 millions                            |
| 14   | Vietnamien                   | Austroasiatique | Viêt Nam.                                                                            | 80,9 millions                                                    | 76 millions           | 75,6 millions                            |
| 15   | Télougou                     | Dravidienne     | Inde                                                                                 | 80,2 millions                                                    | 82 millions           | 76,0 millions                            |
| 16   | Coréen                       | Coréanique      | Corée du Sud, Corée du Nord.                                                         | 78,4 millions                                                    | 77,3 millions         | 75,5 millions                            |
| 17   | Turc                         | Turciques       | Turquie                                                                              | 77,6 millions                                                    | 79,4 millions         | 70,0 millions                            |
| 18   | Tamoul                       | Dravidienne     | Inde, Sri Lanka                                                                      | 76,1 millions                                                    | 75 millions           | 70,0 millions                            |
| 19   | Marathi                      | Indo-européenne | Inde                                                                                 | 73,6 millions                                                    | 83,1 millions         | 72,9 millions                            |
| 20   | Ourdou                       | Indo-européenne | Pakistan                                                                             | 67,0 millions                                                    | 68,6 millions         | 65,6 millions                            |
| 21   | Italien                      | Indo-européenne | Italie, Saint-Marin, Vatican, Suisse                                                 | 61,2 millions Note 6                                             | 64,8 millions         | 59,4 millions                            |

Note 1 : Chiffre de l'OIF de 2010, les 212 millions de 2014 ne mentionnant plus la langue maternelle mais la langue parlée quotidiennement. En 2012, il y aurait 73 800 000 francophones de langue maternelle dans le monde (hors peut-être la France d'outre-mer dont l'Eurobaromètre 2012 ne précise pas si c'est France entière ou métropolitaine uniquement), dont 59,2 millions en France (93 % de la population),, 7,3 millions au Canada (22 %), 4,2 millions en Belgique (38 %), 1,7 million en Suisse (21 %), 84 000 au Luxembourg (16 %) et 1,7 million de Français résidant hors de France (chiffres de 2020 ; dont en moins les francophones des pays ci-dessus cités). D'autres sources estiment le nombre de locuteurs natifs de langue française à 77,2 millions ou 77 millions.
L'Organisation internationale de la francophonie ne publie pas un chiffre pour le nombre de locuteurs natifs de langue française. Si on inclut les personnes qui savent parler français comme langue seconde ou étrangère, le nombre de francophones dans le monde selon l'OIF passe à 300 millions en 2019.
Note 2 : Le dénombrement des locuteurs du hindi est très controversé ; les estimations vont du simple au double, passant de 229 millions à 460 millions (ou de 20 à 41 % de la population du pays) selon les critères d'admissibilité et les méthodes de comptage ; de plus, le gouvernement veut en faire la lingua franca du pays, ce qui n'est pas encore le cas dans les faits, ; il est donc soupçonné de gonfler les chiffres officiels pour donner plus d'importance au hindi.
Note 3 : Les chiffres des arabophones peuvent varier en fonction de la définition de la langue arabe. Il existe en effet une grande variété de dialectes arabes, qui diffèrent entre eux au point qu'un arabophone marocain, par exemple, aura de très grandes difficultés à comprendre un locuteur saoudien, et vice versa. Du point de vue purement linguistique l'arabe devrait être divisé en plusieurs langues mais il est souvent considéré comme unique, à cause de sa situation géopolitique et religieuse. Le dialecte arabe le plus parlé est l'arabe égyptien avec 54 millions de locuteurs[réf. souhaitée].
Note 4 : Le bengali est aussi  très controversé dans le dénombrement de ses locuteurs faisant partie de la sphère indienne donc des estimations controversées du gouvernement indien.
Note 5 : Le lahnda/pendjabi est une fusion complexe de plusieurs langues, comprenant le pendjabi, écrit en devanagari, et le lahnda, qui est un groupe de langues comprenant entre autres le jakati, le hindko septentrional, le hindko méridional, le khetrani, le seraiki, le panjabi occidental, le panjabi mirpur, le potwari et le derawali, mais qui ne comprend pas le panjabi oriental parlé en Inde. Son acceptation comme langue unique est très discutable. Pour certains, cela reviendrait à compter toutes les langues latines comme une seule.
Note 6 : Selon la définition de l'italien le nombre de locuteurs passe de 60 millions à 85 millions ; en effet, le nombre de 60 millions correspond à l'italien pur, mais si l'on prend en compte toutes ses variantes comme on le fait pour l'arabe, le nombre monte à 85 millions de locuteurs.

## Diffusion
- Carte des grandes familles de langues.
- Carte de diffusion du mandarin.
- Carte de diffusion de l'espagnol.
- Carte de diffusion de l'anglais.
- Carte de diffusion du français.
- Carte de diffusion du russe.
- Carte de diffusion de l'allemand.
- Carte de diffusion de l'italien.
- Carte de diffusion du portugais.
- Carte de diffusion de l'arabe.
- Carte de diffusion de l'hindoustani.
- Carte de diffusion du bengali.
- Carte de diffusion du japonais.